# Tendrement
Tendrement è il secondo album della cantante francese Lorie, uscito nel 2002 e vincitore di un disco di platino. Contiene i singoli J'ai besoin d'amour e À 20 ans.

## Tracce
1. Intro – 0:30
2. J'ai besoin d'amour – 3:37
3. Fan de toi – 4:31
4. Pour que tu reviennes – 3:59
5. Tendrement – 3:51
6. Ton sourire – 3:43
7. Dans me rêves – 3:59
8. Dis moi – 3:42
9. À 20 ans – 3:21
10. Je t'aime Maman – 3:54
11. Laisse faire le fun – 4:05

## Classifiche

### Classifiche settimanali
| Classifiche (2002) | Posizione massima |
| ------------------ | ----------------- |
| Belgio Vallonia    | 11                |
| Francia            | 1                 |
| Svizzera           | 13                |

### Classifiche di fine anno
| Classifica (2002)  | Posizione |
| ------------------ | --------- |
| Francia            | 12        |
| Belgio Vallonia    | 61        |
| Svizzera           | 93        |
| Classifiche (2003) | Posizione |
| Belgio Vallonia    | 50        |